# アントニー・ジマー
『アントニー・ジマー』（Anthony Zimmer）は、2005年のフランスのサスペンス映画。ジェローム・サルの初長編監督作品、日本では劇場未公開で、DVDが発売されている。

## ストーリー
パリのリヨン駅2階のレストラン、トラン・ブルーで人を待つ女性。資金洗浄の罪で国際的に手配され、ロシアン・マフィアにも追われる知能犯アントニー・ジマーの愛人キアラ・モンゾニだ。整形で変えたアントニー・ジマーの顔は、当局でジマー担当のアケルマンはもちろん、キアラも含めて誰も知らない。レストランに言づてが届いた。車内で適当な男を誘えと。インターナショナル・ヘラルド・トリビューンを手に乗ったTGVの車内で、背格好の同じフランソワ・タイヤンディエを見つける。
カンヌのホテル、カールトンのバルコニーから見下ろすと、表向きはロシア内務省の職員、裏の顔はマフィアの殺し屋ナサイエフの配下がこちらを監視している。キスをして同宿者がジマーだと思わせ、キアラはカーテンを閉める。その後なにもなく翌朝を迎えたフランソワはキアラの外出中に襲われる。逃走がはじまった。
フランソワは警察に保護され、検査のために入院した病院で追跡者の気配を感じて逃げ出し、キアラに再会した。キアラは隠れ家に連れていき、2-3日潜んでほとぼりが醒めるまで待てという。翌日キアラをニースの投宿先ネグレスコに待ちかまえる。キアラを追いかけるがアケルマンの部下に捕まる。
アケルマンは、フランソワがアントニー・ジマーでないことを知っていた。自分とキアラが写っている集合写真をフランソワに示す。キアラは潜入捜査員だった。ヘラルド・トリビューンの三行広告の暗号でキアラに示された面会場所、以前アントニーを取り逃がした山荘に包囲網を作り、アケルマンはフランソワを伴って待ちかまえる。
キアラがモダニズム建築の山荘に入って待っていると、ナサイエフが配下と共に現れキアラを拘束した。アントニーが隠れてここを見ているはずだと。フランソワは山荘に急ぎ、ナサイエフに捕まる。この男はアントニーではないとキアラは言うが耳を貸さず、ナサイエフが頭を撃ち抜こうとする。

## キャスト
- キアラ・モンゾニ (Chiara Manzoni) - ソフィー・マルソー
- フランソワ・タイヤンディエ (François Taillandier) - イヴァン・アタル
- アケルマン[3] (Akerman) - サミー・フレー
- ミュラー (Müller) - ジル・ルルーシュ
- ナサイエフ (Nassaïev) - ダニエル・オルブリフスキー

## 映画祭出品・ノミネート
- セザール賞（2006年）
最優秀初フィクション作品（ジェローム・サル）
- モスクワ国際映画祭（2005年）：パノラマ
- ストックホルム国際映画祭（2005年）

## リメイク
本作品のリメイクが『ツーリスト』として2010年12月に公開された。アンジェリーナ・ジョリーとジョニー・デップの共演で、監督はフロリアン・ヘンケル・フォン・ドナースマルク。